# Laugardalur
Laugardalur (wymowa: [ˈlœiːɣarˌtaːlʏr̥]) – dzielnica Reykjavíku, stolicy Islandii, położona na północny wschód od śródmieścia, nad zatoką Kollafjörður. W 2010 roku zamieszkiwało ją 15,3 tys. osób.

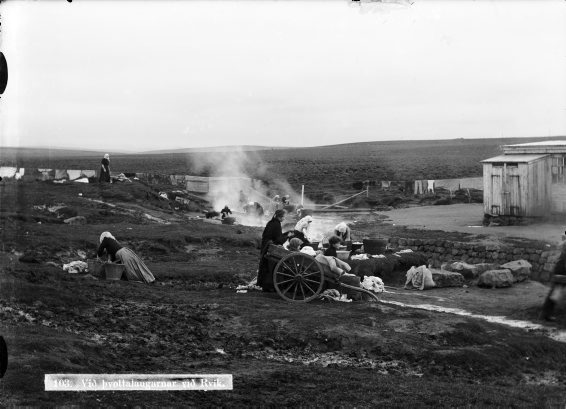
Pranie w gorących źródłach Laugardalur na początku XX wieku

Nazwa dzielnicy oznacza po islandzku „dolinę gorących źródeł”. Do lat 30. XX wieku do źródeł tych wybierały się kobiety, żeby zrobić pranie. Droga, którą pokonywały z ówczesnego miasta, nosi nazwę Laugavegur, czyli „droga do gorących źródeł” - współcześnie stanowi ona główną ulicę centralnej części Reykjavíku.
Od połowy XX wieku obszar ten zaczął przekształcać się w dzielnicę mieszkaniową. Skupiać się w niej zaczęły również tereny sportu i rekreacji, m.in. największy basen w kraju Laugardalslaug, stadion Laugardalsvöllur, hala koncertowo-sportowa Laugardalshöll, ogród botaniczny Grasagarður Reykjavíkur oraz ogród zoologiczny Fjölskyldu- og húsdýragarðurinn.
W zachodniej części dzielnicy mieści się zabytkowy dom Höfði. W środkowej części dzielnicy znajduje się muzeum Ásmundarsafn (oddział Muzeum sztuki w Reykjavíku), poświęcone islandzkiemu rzeźbiarzowi Ásmundurowi Sveinssonowi.